# Gary Kemp
Gary James Kemp (* 16. října 1959 Londýn) je anglický zpěvák, skladatel, hudebník a herec. Je spoluzakladatelem novovlnné Spandau Ballet, kde působí jako kytarista a hlavní skladatel. Je autorem známých hitových písní „Cut a Long Story Short“, „True“, „Gold“, „Chant No. 1 (I Don't Need This Pressure On)“ a „Only When You Leave“. V kapele působí i jeho bratr Martin Kemp, který hraje na baskytaru.
V roce 2018 se stal členem skupiny Nick Mason's Saucerful of Secrets.

## Život
Narodil se v dělnické rodině rodičům Eileen a Frankovi Kempovým v nemocnici sv. Bartoloměje ve čtvrti Smithfield v Londýně. Vyrůstal v londýnském Islingtonu. Navštěvoval školy Rotherfield Junior School a Dame Alice Owen ve městě Potters Bar. Spolu s bratrem Martinem působil v dramatickém kroužku divadla Anna Scher Children's Theatre. Od roku 1968 se začal objevovat v televizi a filmu, v roce 1972 hrál ve filmu Hide & Seek.
Rozhodl se však pro hudební kariéru a koncem 70. let vytvořil s kamarády ze školy skupinu The Cut. Z té se následně stala kapela Makers and the Gentry, která byla nakonec přejmenována na Spandau Ballet.

## Osobní život
Kemp se 7. května 1988 oženil s herečkou Sadie Frostovou. V roce 1990 se jim narodil syn Finlay. Frostová a Kemp se po pěti letech společného života rozešli a nakonec se dne 19. srpna 1995 rozvedli. V roce 2003 se Kemp znovu oženil, tentokrát s návrhářkou kostýmů Lauren Barberovou, s nímž má tři syny, Mila Wolfa (* 2004), Kita (* 2009) a Rexe (* 2012).
Kemp je ateistou a podporovatelem labouristické strany. Je také sběratelem nábytku z dílny Edwarda Williama Godwina.

## Filmografie
- Hide & Seek (1972)
- The Krays (1990)
- The Bodyguard (1992)
- Paper Marriage (1992)
- The Larry Sanders Show (1993)
- Killing Zoe (1994)
- Magic Hunter (1994)
- Dog Eat Dog (2001)
- American Daylight (2004)
- Poppies (2006)
- A Voice From Afar (2006)
- Lewis (2012)
- Assassin (2015)
- Molly Moon and the Incredible Book of Hypnotism (2015)